# Hermes z Moesie
Hermes z Moesie (nebo Hermas a Ermete) žil ve 3. století a je o něm známo jen, že byl exorcistou v římské provincii Moesie (dnešní Bulharsko) a mučedníkem. Umučen byl asi roku 300.
Jeho svátek je oslavován 30. prosince.